# Jonas Wikström (fotbollstränare)
Jonas Wikström är en svensk fotbollstränare, som bland annat har tränat Umeå IK:s damlag. Han anlände till klubben 2014 men lämnade den efter bara en säsong. Wikström har tidigare tränat herrlag i Division 2 och Division 3.